# Хлорофитум хохлатый
Хлорофитум хохлатый (лат. Chlorophytum comosum) — вид многолетних травянистых растений рода Хлорофитум (Chlorophytum) семейства Спаржевые (Asparagaceae), родом из Африки.

## Название
Родовое название Chlorophytum происходит от греческих слов chloros — «желто-зелёный» (или «зелёный») и phyton — «растение», относящихся к листьям растений. Несмотря на то, что данное определение может подходить для некоторых видов, у Chlorophytum comosum вегетативные части являются зелеными, а не желто-зелеными.
Видовой эпитет comosum также связан с характеристикой листьев. Слово coma происходит от греческого kome, что означает пучок волосков, и относится к листьям, образующим розетку.
Народное название — «растение-паук» (англ. spider plant).

## Ботаническое описание
Многолетние вечнозеленые травы, достигающие высоты до 1 м и диаметра 1 м, с полегающим корневищем, изначально раскинутым горизонтально, но затем растущим вверх, длиной до 150 мм, часто покрытым старыми основаниями листьев. Корни мясистые, суженные с обеих сторон (веретеновидные), сочные, диаметром до 10 мм. Линейные листья формируют плотную прикорневую розетку, ярко-зеленые, гладкие (голые) с выраженной средней жилкой, желобчатые, длиной около 300 мм и шириной 20 мм, заканчиваются мягким кончиком, с цельными краями, покрытыми оболочкой у основания.
Соцветие рыхлое, длиннее листьев, раскидистое, возникает из центра розетки и достигает длины до 1 м. Цветонос диаметром 2-4 мм имеет линейно-ланцетные прицветники, суживающиеся к кончику. Цветки часто заменяются вегетативно-лиственными почками, которые укореняются и служат для вегетативного размножения. Цветки растут в пазушных пучках. Отдельные цветки звёздчатые, белые, диаметром до 20 мм, с 6 тычинками. Цветочные листья (цветочки околоцветника) продолговатые, длиной до 10 мм, становятся загнутыми. Столбик гладкий, небольшой, с небольшой точкой (стигмой). Плод представляет собой трехгранную коробочку, семена — плоские, черные, блестящие.
Период цветения приходится на летние месяцы.

## Распространение и экология
Растение, характерное для сезонно засушливого тропического биома.
Ареал включает в себя различные территории: Бурунди, Камерун, Экваториальная Гвинея, Эфиопия, Гвинейский залив, Кот-д’Ивуар, Кения, Либерия, Малави, Мозамбик, Нигерия, Сьерра-Леоне, Судан, Эсватини, Танзания, Уганда, Замбия, Зимбабве, ЮАР.
Вид был интродуцирован в экосистемы следующих регионов: Андаманские острова, Бангладеш, Эквадор, Габон, острова Хуан Фернандес, Корея, Мадейра, Марианские острова, Маврикий, Науру, Северная Новая Зеландия, остров Норфолк, Сейшельские острова, остров Св. Елены, Тристан-да-Кунья, Тунис, Австралия.
Хлорофитум хохлатый — один из 38 видов рода хлорофитум в Южной Африке, который легко отличить по раскидистому соцветию с вегетативными побегами, укореняющимися при касании соцветия земли.

## Таксономия
Chlorophytum comosum (Thunb.) Jacques, первое упоминание в J. Soc. Imp. Centr. Hort. 8: 345 (1862).

### Синонимы
Гомотипные (основанные на одном и том же номенклатурном типе):
- Anthericum comosum Thunb.
- Hartwegia comosa (Thunb.) Nees
- Hollia comosa (Thunb.) Heynh.
- Phalangium comosum (Thunb.) Poir.
- Caesia comosa (Thunb.) Spreng.

Гетеротипные (основанные на разных номенклатурных типах):
- Anthericum longituberosum Poelln.
- Anthericum picturatum Dreer
- Anthericum sternbergianum Schult. & Schult.f.
- Anthericum vallis-trappii Poelln.
- Anthericum vittatum Anon.
- Anthericum vittatum variegatum Hovey
- Anthericum williamsii T.Moore & Mast.
- Chlorophytum brevipes Baker
- Chlorophytum bukobense Engl.
- Chlorophytum bukobense var. kilimandscharicum Engl.
- Chlorophytum burchellii Baker
- Chlorophytum delagoense Baker
- Chlorophytum elatulum Poelln.
- Chlorophytum elgonense Bullock
- Chlorophytum gazense Rendle
- Chlorophytum glaucidulum Engl. ex Poelln.
- Chlorophytum glaucidulum var. pauper Poelln.
- Chlorophytum inopinum Poelln.
- Chlorophytum kirkii Baker
- Chlorophytum limurense Rendle
- Chlorophytum longum Poelln.
- Chlorophytum magnum Peter ex Poelln.
- Chlorophytum miserum Rendle
- Chlorophytum nemorosum Poelln.
- Chlorophytum paludicola Poelln.
- Chlorophytum ramiferum Rendle
- Chlorophytum rugosum Poelln.
- Chlorophytum sternbergianum (Schult. & Schult.f.) Steud.
- Chlorophytum turritum Peter ex Poelln.
- Chlorophytum usambarense Engl. ex Poelln.
- Cordyline vivipara Steud.
- Phalangium viviparum Reinw. ex Kunth
- Narthecium sarmentosum Philippar

### Сорта
- Chlorophytum comosum 'Ocean'[5]
- Chlorophytum comosum 'Bonnie'[6]
- Chlorophytum comosum 'Picturatum'[7]
- Chlorophytum comosum 'Vittatum'[4][8]
- Chlorophytum comosum 'Variegatum'[4]
- Chlorophytum comosum 'Mboyeti'[4]

## Применение
Используется в медицинских целях и в пищу.
Хлорофитумы пользуются большой популярностью в сельском хозяйстве благодаря своей устойчивости к засухе и относительной резистентности к болезням и вредителям. В Южной Африке их выращивают как горшечные растения, в подвесных корзинах или как почвопокровное растение под деревьями. Вытянутые соцветия создают эстетически привлекательный вид, особенно когда растения используются в подвесных контейнерах. Кроме того, данный вид эффективен при укреплении крутых насыпей и борьбе с эрозией почвы.

## Выращивание
Хлорофитум хохлатый успешно процветает в культуре благодаря своим декоративным, элегантно возвышающимся и изогнутым листьям в центральной розетке, что делает его излюбленным среди ценителей растений. Многие владельцы обычно делают обмен вегетативными саженцами, что приводит к широкому распространению этого вида и делает его одним из самых популярных комнатных растений во всем мире. Вероятно, сорта с белыми полосами на листьях выращивают чаще, чем оригинальное растение. В саду хлорофитум хохлатый процветает лучше всего под деревьями или на теневых берегах, особенно в садах прибрежной зоны Индийского океана. Этот вид характеризуется быстрорастущими характеристиками и может быть успешно выращен в открытом воздухе, хотя предпочтительнее в садах средиземноморского типа, где зимы не слишком суровы (например, в некоторых частях Калифорнии и региона Средиземноморья). Растение предпочитает полутень, особенно в жарком засушливом климате, поэтому рекомендуется защищать его от прямых солнечных лучей. Чтобы растение достигло цветения, требуется примерно год.
Хлорофитум хохлатый легко размножается путем деления кустов или использования отростков на соцветиях. Саженцы удобно пересаживать в небольшие контейнеры. Также возможно выращивание из семян, лучше всего сеять весной или летом в теплом, тенистом месте, на песчаной, слегка кислой почве. Прорастание, как правило, происходит в течение 3 недель. Саженцы быстро растут, и их рекомендуется высаживать, как только они достигнут достаточного размера для удобной обработки. Растения положительно реагируют на органические удобрения (компост или другие жидкие добавки). Хлорофитум хохлатый рекомендуется поливать круглый год.